# Francisco Grimaldi
Francisco Grimaldi (em francês: François), chamado de il Malizia ("o esperto"), foi um genovês líder dos Guelfos e Gibelinos que capturaram o rochedo do Mónaco na noite de 8 de janeiro de 1297.
Vestido como um frade da Ordem de São Francisco e com uma espada escondida no hábito religioso, Francisco foi recebido nos portões da Fortaleza do Mónaco e a dominou com seu primo Rainier I, Senhor de Cagnes, e um grupo de homens atrás deles. Este evento é comemorado no brasão de armas de Mónaco, onde dois frades com espadas seguram o brasão. Ele controlou a cidadela do Mónaco por quatro anos antes de ser expulso.
Os descendentes de seu primo, a Dinastia de Grimaldi, ainda governam o Mónaco nos dias de hoje, com Alberto II sendo o chefe da casa dos Grimaldi. Mais de cem anos após o golpe, os Grimaldis compraram o Mónaco à Coroa de Aragão em 1419, e tornaram-se os governantes oficiais e indiscutíveis do "Rochedo do Mónaco".